# Pemani
I Pemani (in latino Paemani, Faemani o Poemani) erano un popolo celto-germanico insediato nelle Ardenne, collegato alle tribù belghe.
Vengono menzionati da Cesare , insieme ai Condrusi, gli Eburoni, i Ceresi, tra quelle popolazioni germaniche che, in Gallia Belgica, nel 57 a.C., si unirono con 40.000 uomini all'alleanza che si schierò contro Cesare al comando di Galba, re dei Suessoni. 
Il formarsi della coalizione fece da preludio alla battaglia del fiume Sabis.
Cesare fornisce un elenco dettagliato dei popoli che presero parte all'alleanza, per un totale di 306.000 armati. Oltre ai 40.000 Germani erano rappresentati nell'alleanza i Bellovaci (con 60.000 armati), Suessioni (50.000 armati), Nervi (50.000), Atrebati (15.000), Ambiani (10.000), Morini (25.000), Menapi (7.000), Caleti (10.000), Veliocassi (10.000), Viromandui (10.000), Atuatuci (19.000). 